# 겐제른도르프군

겐제른도르프군의 위치

겐제른도르프군(독일어: Bezirk Gänserndorf)은 오스트리아 니더외스터라이히주에 위치한 군으로 행정 중심지는 겐제른도르프이며 면적은 1,271.40km2, 인구는 108,178명(2023년 기준), 인구 밀도는 85명/km2이다. 남쪽으로는 브루크안데어라이타군, 서쪽으로는 코르노이부르크군, 빈, 북서쪽으로는 미스텔바흐군과 접하며 북동쪽으로는 체코, 동쪽으로는 슬로바키아와 국경을 접한다.

## 하위 행정 구역
5개 도시, 26개 시장도시, 13개 일반 시를 관할한다.
- 도시
  - 도이치바그람(Deutsch-Wagram)
  - 겐제른도르프(Gänserndorf)
  - 그로스엔처스도르프(Groß-Enzersdorf)
  - 마르헤크(Marchegg)
  - 치터스도르프(Zistersdorf)
- 시장도시
  - 앙게른안데어마르흐(Angern an der March)
  - 아우어스탈(Auersthal)
  - 바트피라바르트(Bad Pirawarth)
  - 드뢰징(Drösing)
  - 뒤른크루트(Dürnkrut)
  - 에벤탈(Ebenthal)
  - 에카르차우(Eckartsau)
  - 엥겔하르트슈테텐(Engelhartstetten)
  - 그로스슈바인바르트(Groß-Schweinbarth)
  - 호에나우안데어마르흐(Hohenau an der March)
  - 호엔루퍼스도르프(Hohenruppersdorf)
  - 예덴스파이겐(Jedenspeigen)
  - 라세(Lassee)
  - 레오폴츠도르프임마르흐펠데(Leopoldsdorf im Marchfelde)
  - 마첸라겐도르프(Matzen-Raggendorf)
  - 노이지들안데어차이아(Neusiedl an der Zaya)
  - 오버지벤브룬(Obersiebenbrunn)
  - 오르트안데어도나우(Orth an der Donau)
  - 팔테른도르프도버만스도르프(Palterndorf-Dobermannsdorf)
  - 프로테스(Prottes)
  - 링겔스도르프니더압스도르프(Ringelsdorf-Niederabsdorf)
  - 쇤키르헨라이어스도르프(Schönkirchen-Reyersdorf)
  - 슈판베르크(Spannberg)
  - 슈트라스호프안데어노르트반(Strasshof an der Nordbahn)
  - 줄츠임바인피어텔(Sulz im Weinviertel)
  - 바이켄도르프(Weikendorf)
- 일반 시
  - 아데르클라(Aderklaa)
  - 안들러스도르프(Andlersdorf)
  - 글린첸도르프(Glinzendorf)
  - 그로스호펜(Großhofen)
  - 하링제(Haringsee)
  - 하우스키르헨(Hauskirchen)
  - 만스도르프안데어도나우(Mannsdorf an der Donau)
  - 마르크그라프노이지들(Markgrafneusiedl)
  - 파르바르스도르프(Parbasdorf)
  - 라스도르프(Raasdorf)
  - 운터지벤브룬(Untersiebenbrunn)
  - 펠름괴첸도르프(Velm-Götzendorf)
  - 바이덴안데어마르흐(Weiden an der March)